# Logistische functie

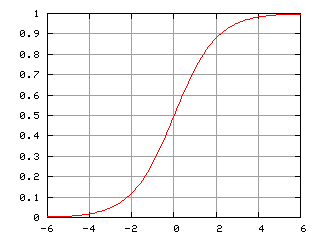
Logistische functie, specifiek de Sigmoidfunctie.

De logistische functie, zo genoemd door de Belgische wiskundige Pierre-François Verhulst, beschrijft het verloop van de omvang {\displaystyle N(t)} van een populatie als functie van de tijd {\displaystyle t}, als de verandering van de populatie-omvang zowel evenredig is: 
- met de huidige omvang {\displaystyle N(t)} van de populatie
- als met de nog voorhanden "groeiruimte" {\displaystyle M-N(t)},

waarin {\displaystyle M} de maximale omvang is die de populatie kan bereiken.
Deze eisen leiden tot de differentiaalvergelijking:
{\displaystyle N'(t)=kN(t)(M-N(t))\,}
De oplossing daarvan is:
{\displaystyle N(t)=N(0){\frac {M}{N(0)+e^{-Mkt}\left(M-N(0)\right)}}}
die door scheiding van variabelen gevonden kan worden.
De grafiek van deze functie heeft een S-vorm (sigmoïde). Deze vorm laat zich als volgt interpreteren: In het begin ({\displaystyle t} klein) stijgt de populatie-omvang langzaam, omdat het aantal individuen nog laag is. Aan het eind ({\displaystyle t} groot), stijgt de populatie-omvang ook nog maar langzaam en nadert asymptotisch het maximum {\displaystyle M}, omdat dan de begrenzing van de omvang de remmende factor is. In het begin heeft exponentiële groei de overhand, op het einde exponentiële krimp. Halverwege is er constante groei: als de populatiegrootte de helft van het maximum bereikt heeft, is de stijging het grootst.

## Oplossing
De differentiaalvergelijking
{\displaystyle {\frac {{\rm {d}}N}{{\rm {d}}t}}=kN(M-N)}
gaat door scheiding van variabelen over in:
{\displaystyle {\frac {{\rm {d}}N}{N(M-N)}}=k\,{\rm {d}}t}
Door integratie en breuksplitsing volgt:
{\displaystyle \int k\,{\rm {d}}t+C=\int {\frac {1}{N(M-N)}}\,{\rm {d}}N={\frac {1}{M}}\int \left({\frac {1}{N}}+{\frac {1}{M-N}}\right)\,{\rm {d}}N}
zodat:
{\displaystyle kMt+C'=\ln |N|-\ln |M-N|=\ln \left|{\frac {N}{M-N}}\right|}
Daaruit volgt:
{\displaystyle {\frac {M-N}{N}}={\frac {M}{N}}-1=c\,e^{-Mkt}}
De integratieconstante {\displaystyle c} kan uitgedrukt worden in de populatie-omvang op het tijdstip 0:
{\displaystyle c={\frac {M}{N_{0}}}-1}

## Toepassing
Logistische groei kan als model gebruikt worden voor bacteriekolonies en muizenpopulaties waarvan de populatie-omvang begrensd wordt door de beperkte aanwezigheid van voedsel.